# 사관 (벼슬)
사관(史官)은 역사의 편찬 작업을 하던 벼슬이다.
고려초기에도 사관이 존재했으며 실록 편찬과 관련된 업무를 담당하였다.
특히 조선시대에는 실록편찬의 자료가 되는 사초를 작성하였다. 유명한 사관(史官)으로는 태종 시대의 민인생(閔麟生)이 있다.

## 참고 문헌
- 한국민족대백과

1. ↑  “조선왕조실록”.